# Brennbichl
Brennbichl is de naam van een woonkern in de Oostenrijkse deelstaat Tirol. De kern is gelegen in twee aangrenzende gemeenten in het district Imst: Imst en Karrösten.

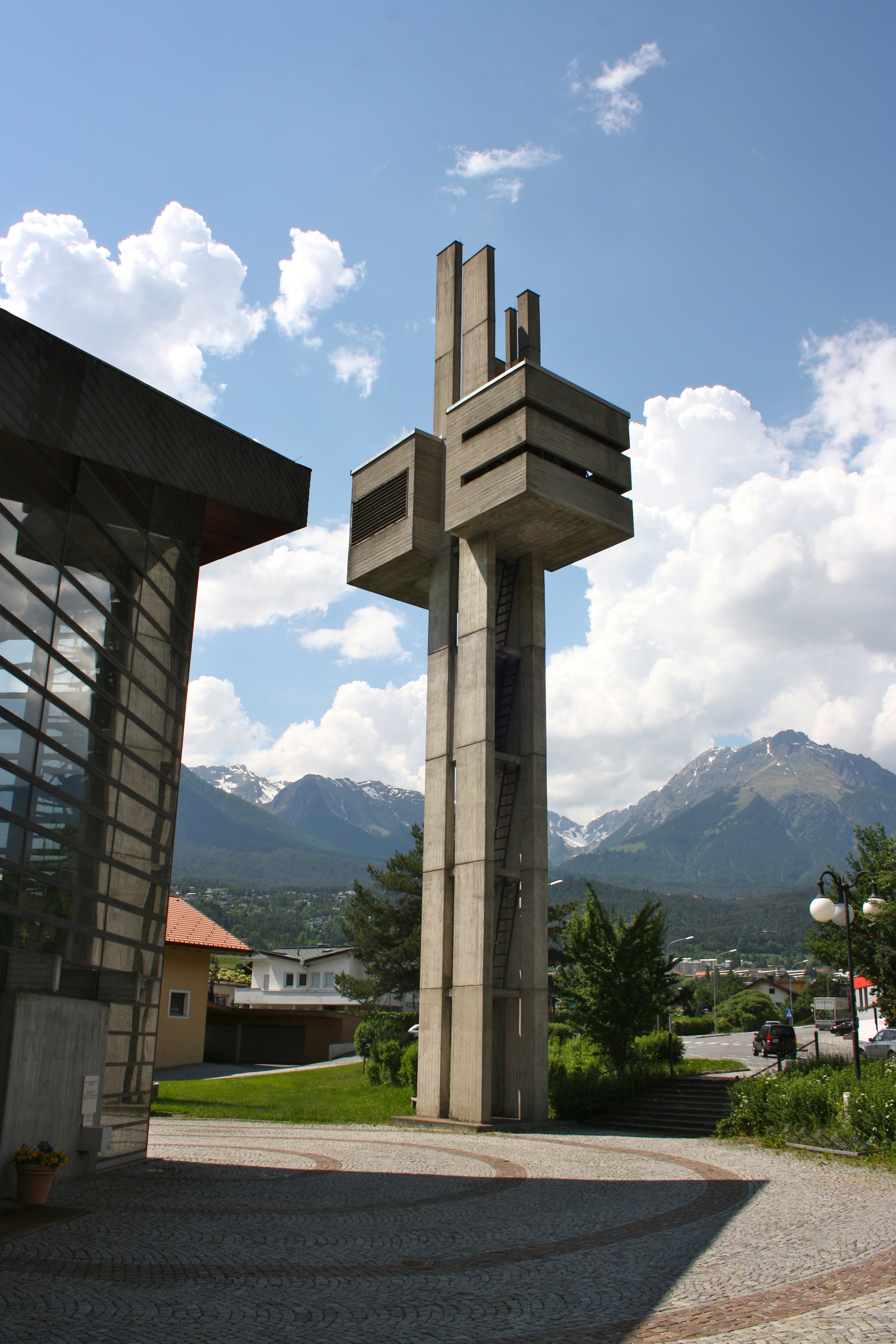
Kerktoren in Brennbichl

Het kleine dorp is vooral bekend omdat koning Frederik August II van Saksen er in 1854 stierf. Het hotel Neuner waar hij overleed ligt tegenwoordig in de gemeente Imst. De koningskapel die gebouwd werd ter herinnering aan hem staat in de gemeente Karrösten.